# Ebba Bernadotte
Ebba Bernadotte, née Ebba Henrietta Munck af Fulkila le 24 octobre 1858 à Jönköping (Suède-Norvège) et décédée le 16 octobre 1946 à Grödinge socken (Suède) était l'épouse du prince Oscar de Suède, fils du roi suédois Oscar II et de son épouse Sophie de Nassau.

## Biographie
Elle épouse le 15 mars 1888 en l'église Saint-Stéphane de Bournemouth (Angleterre), le prince Oscar de Suède. De cette union sont issus :
- Maria Bernadotte née à Karlskrona, le 28 février 1889 - morte à Stockholm, le 19 juin 1974 ;
- Carl Oscar né à  Karlskrona le 27 mai 1890 - mort à Frötuna gård le 23 avril 1977 ;
- Ebba Sophia née à Karlskrona le 17 mai 1892 - morte le 21 juin 1936) ;
- Elsa Cedergren née à Stockholm, le 3 août 1893 - morte à Bromma, le 17 juillet 1996 ;
- Folke Bernadotte né à Stockholm le 2 janvier 1895 - mort assassiné le 17 septembre 1948 à Jérusalem par des membres du groupe juif sioniste armé Lehi.

Après son mariage, Ebba Bernadotte a consacré sa vie à la charité chrétienne. Le couple a vécu une vie simple à Stockholm loin de la cour royale et a été considéré avec beaucoup de sympathie en raison des circonstances de leur mariage. Leur relation a été décrite comme heureuse, ils se sont consacrés à leurs intérêts communs dans la religion chrétienne et ont influencé le travail social. Ebba Bernadotte a fait partie de plusieurs organisations chrétiennes : en 1894, elle devint membre de la Lapska missionens vänner (Amis de la Mission laponne) ; de 1897 à 1912 elle siégea au Conseil d'administration de la Kristliga föreningens av unga kvinnor (Société chrétienne pour les jeunes femmes) et en 1900, elle devint présidente de la Bokpåsemissionen för sjömän (Mission du livre pour les marins), association qui tenait des réunions dans sa maison même.

## Sources
- (en) Cet article est partiellement ou en totalité issu de l’article de Wikipédia en anglais intitulé « Ebba Bernadotte » (voir la liste des auteurs).